# 鳥取県立鳥取東高等学校
鳥取県立鳥取東高等学校（とっとりけんりつ とっとりひがしこうとうがっこう）は、鳥取県鳥取市立川町五丁目にある県立高等学校。

## 概要
前身は旧制鳥取第二中学校。全日制で普通科と県内唯一の理数科設置。かつて文部科学省のスーパーサイエンスハイスクール (SSH) 指定校だった経歴がある。1922年に創立功労者の徳田平市が、4,843坪もの校地を寄付し、翌年の4月5日に開校した。林重浩初代校長により「生徒信条」（一、日々自らを鍛え、進取の気をもって、事に当たろう。二、互いに親和し、切磋琢磨を続けよう。三、自らの責任を果たし、社会に尽くす心を持とう。）が定められ、「頌徳碑」とともに「生徒訓条」（質実剛健ニシテ正義を履践スベシ、己ヲ克治シ他ヲ寛容シテ親和スベシ、勤勉日ニ新ニシテ奉公ノ誠ヲ諭スベシ）の銘文が、校内の「憩いの森」に石碑が建てられている。
鳥取東高等学校の応援歌として愛唱されている清水英明作詞の「若草萌えて」は、同志社大学の応援歌（原曲は"Tramp!Tramp!Tramp!"）と同じである。これは昔「応援部」が同志社大学で合宿を行ったときに使用を許されたものであるとされている。
校章は「三つのペン」に高の文字をあしらったもので、スクールカラーは「紫紺」である。質実剛健、親和、勤勉の気風で、勉強、部活動、学校行事の「三兎を追い、三兎を得る」という教えがある。毎年、「東高祭」が、鳥取東高等学校の校地と県民文化会館の梨花ホールを会場に行われる。

## 沿革
旧制中学校（男子校）
- 1922年（大正11年）6月20日 - 「鳥取県立鳥取第二中学校[1]」として設立。
将来は7年制高等学校（現在の中学校・高等学校・大学の一貫教育に相当）に発展させる予定だったが、当時の鳥取県の財政事情で実現しなかった。
- 1923年（大正12年）4月5日 - 開校。
- 1926年（大正15年）6月23日 - 創立記念日とする。
- 1936年（昭和11年）9月22日 - プール竣工（県内中学校で最初）
- 1948年（昭和23年）4月1日 - 学制改革により、「鳥取県立鳥取第二高等学校」（新制高等学校、男子校）が発足。

新制高等学校（男女共学）
- 1949年（昭和24年）4月1日 - 鳥取県立3校（鳥取第二高等学校・鳥取工業高等学校・鳥取実業高等学校）が統合され、「鳥取県立鳥取東高等学校」（現校名、男女共学）となる。
- 1951年（昭和26年）4月1日
  - 湖山校舎と美和分校（旧・鳥取実業高等学校）が分離の上、青谷高等学校と合併され鳥取県立気高高等学校[2]として独立。
  - 岩美実業高等学校と邑美実業高等学校を統合。工業科校舎に農業科を新設。
- 1953年（昭和28年）4月1日 - 工業科校舎が鳥取県立鳥取工業高等学校、岩美校舎が鳥取県立岩美農業高等学校として独立。普通科高校として独立。
- 1955年（昭和30年）4月3日 - 鉄筋校舎（6教室）竣工（県内で最初の鉄筋校舎）
- 1959年（昭和34年）2月15日 - 体育館落成。
- 1959年（昭和34年）4月1日 - 公立学校としては全国最初の専攻科を設置。
- 1963年（昭和38年）3月30日 - 第1校舎（鉄筋）竣工。
- 1964年（昭和39年）1月31日 - 第2校舎（鉄筋）竣工。
- 1966年（昭和41年）3月15日 - 管理棟、専攻科棟竣工。第2校舎増築。
- 1967年（昭和42年）2月28日 - 新体育館竣工。
- 1972年（昭和47年）5月31日 - 第2グラウンド竣工。
- 1976年（昭和51年）3月31日 - 第3校舎竣工。
- 1988年（昭和63年）3月3日 - 東雲橋竣工。
- 1994年（平成6年）11月1日 - 図書館・自習室完成。
- 1995年（平成7年）3月2日 - 「志学の道」（市道立川町18号線）開通。
- 1996年（平成8年）4月1日 - 理数コースを設置。
- 2001年（平成13年）4月1日 - 理数科を設置。
- 2003年（平成15年）4月1日 - 文部科学省からスーパーサイエンスハイスクール (SSH) に指定される（3年間、2007年に再指定）。※県内初
- 2006年（平成18年）3月31日 - 新食堂完成。
- 2009年（平成21年）3月31日 - 専攻科を廃止。
- 2010年（平成22年）9月 - 第3グラウンド（全面天然芝）取得。
- 2011年（平成23年）4月1日 - スーパーサイエンスハイスクール（SSH）2年間の終了経過措置指定。
- 2019年（令和元年）4月1日 - 「進学重視型」単位制を導入。
- 2024年（令和6年） 4月16日- 文部科学省DXハイスクールに指定される。

## 部活動
- 文化部 - 生徒会執行部、文芸、演劇、美術、英語、家庭、茶道、吹奏楽、放送、書道、華道、科学、邦楽、部落解放研究、将棋同好会
- 運動部 - 柔道、陸上競技、バスケットボール、バレーボール、ソフトテニス、テニス、野球、卓球、バドミントン、ボート、サッカー、水泳、弓道、ビームライフル、剣道

## 校内施設
校内施設としては、第一体育館、第二体育館、部室棟、旧専攻科棟、図書館棟、自習室、コモンホール（多目的利用）、研修館（宿泊研修施設）、ふれあい館（宿泊研修施設）、しののめ館（同窓会館）、食堂、第1・第2・第3（全面天然芝）グラウンド、プール、テニスコート、格技場、弓道場、トレーニングジム、多目的屋内練習場がある。普通教室は、全室冷暖房完備となっている。
校門までは銀杏並木のある専用通学路「志学の道」が整備され、校地周辺の天神川は桜の名所として知られている。

## 同窓会
同窓会の「東雲会」（しののめかい）は、現在、東京東雲会、京阪神東雲会、東海支部東雲会があり、同窓生の交流も盛んである。旧制鳥取第二中学校の卒業生は「柏葉何回生」（鳥取第二中学校の校章が「三つの柏葉」に中の文字だったので）、鳥取東高等学校の卒業生は「山脈何回生」と記している。「鳥東」（とりとう）と略されるほか、「柏葉」（はくよう）「東雲」（しののめ）という言葉も象徴的に用いられる。2005年6月23日の第83回創立記念日を期に同窓会報「しののめ」が創刊された。

## 著名な卒業生
- 西尾優（政治家、元鳥取市長）
- 吉田冨士雄（大蔵官僚、サントリー副社長）
- 山下佐知子（元マラソン選手、指導者）
- 谷口伸（声楽家、バリトン）
- 常田享詳（薬剤師、政治家、元郵政政務次官、農林水産副大臣）
- 深澤義彦（鳥取市長）
- 糸賀一雄（障害者福祉の先駆者）
- 小倉親雄（図書館学者、京都大学名誉教授）
- 中島諒人（演出家、劇団鳥の劇場主宰）
- 井上法雄（実業家、ウイル社長）
- 岩田廉太郎（漫画家）
- 小山裕史（フィットネスコーチ）
- 藤田学（元バスケットボール選手）
- バッファロー（プロレスラー、大阪プロレス所属）
- 岡村吉右衛門（染色家、民芸運動家）
- 山本リエ（フリーアナウンサー、イメージアップコンサルタント、第一印象評論家、講師）
- 福谷貞夫（日本海テレビアナウンサー、元KRY山口放送アナウンサー）
- 中山紗希（日本海テレビアナウンサー、元NHK鳥取放送局契約キャスター）
- 林田英樹（官僚、元文化庁長官、元東宮大夫、元国立科学博物館館長、元国立新美術館館長）
- 大塚豊（教育学者、福山大学学長、広島大学名誉教授）
- 小谷陽一（グラフィックデザイナー、仏画師）
- 中江康人（実業家、AOI TYO Holdings代表取締役社長、元AOI Pro.社長）
- 山下歩（ミュージシャン、ビデオグラファー）
- 浜崎慎治（CMディレクター、映画監督）
- 鳴海なのか（タレント、アイドル、女優、料理研究家、声優）
- 八村輝夫（実業家、元鳥取銀行頭取・会長、元鳥取商工会議所会頭、元鳥取環境大学理事長）
- 八村義郎（実業家、小野田セメント（現：太平洋セメント）元取締役）
- 加藤隆志（東京スカパラダイスオーケストラ現メンバー、ギタリスト、ミュージシャン）
- 石山喜章（実業家、CCO代表取締役、バルコス非常勤監査役）
- 岸田篤生（プロバスケットボール選手）
- 梶川静雄（労働運動家、実業家、政治家、衆議院議員）
- 中尾一貴（ミュージシャン、俳優、声優）